# Mastogenius robustus
Mastogenius robustus är en skalbaggsart som beskrevs av Schaeffer 1905. Mastogenius robustus ingår i släktet Mastogenius och familjen praktbaggar. Inga underarter finns listade i Catalogue of Life.